# 이발소

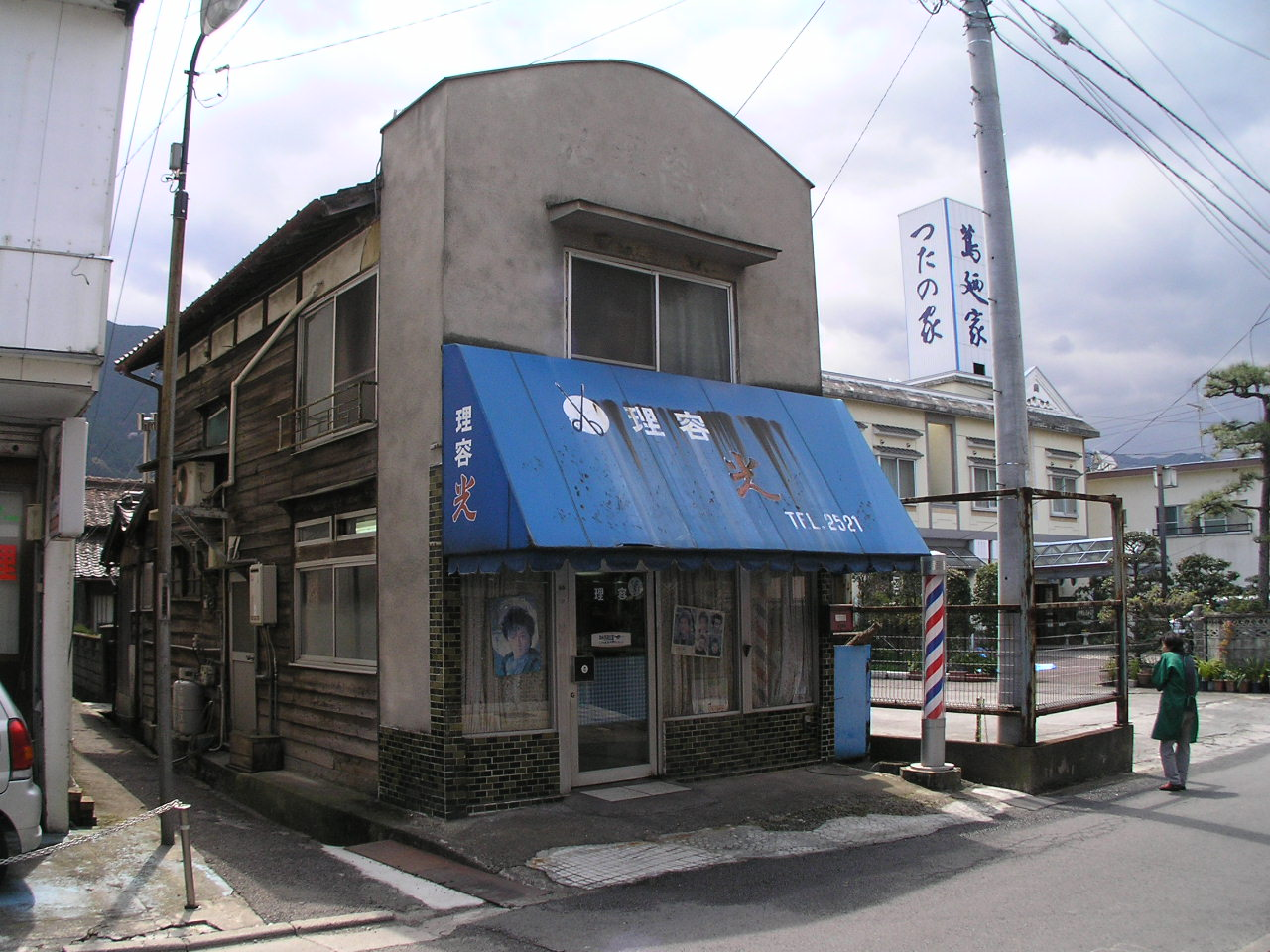
일본의 이발소

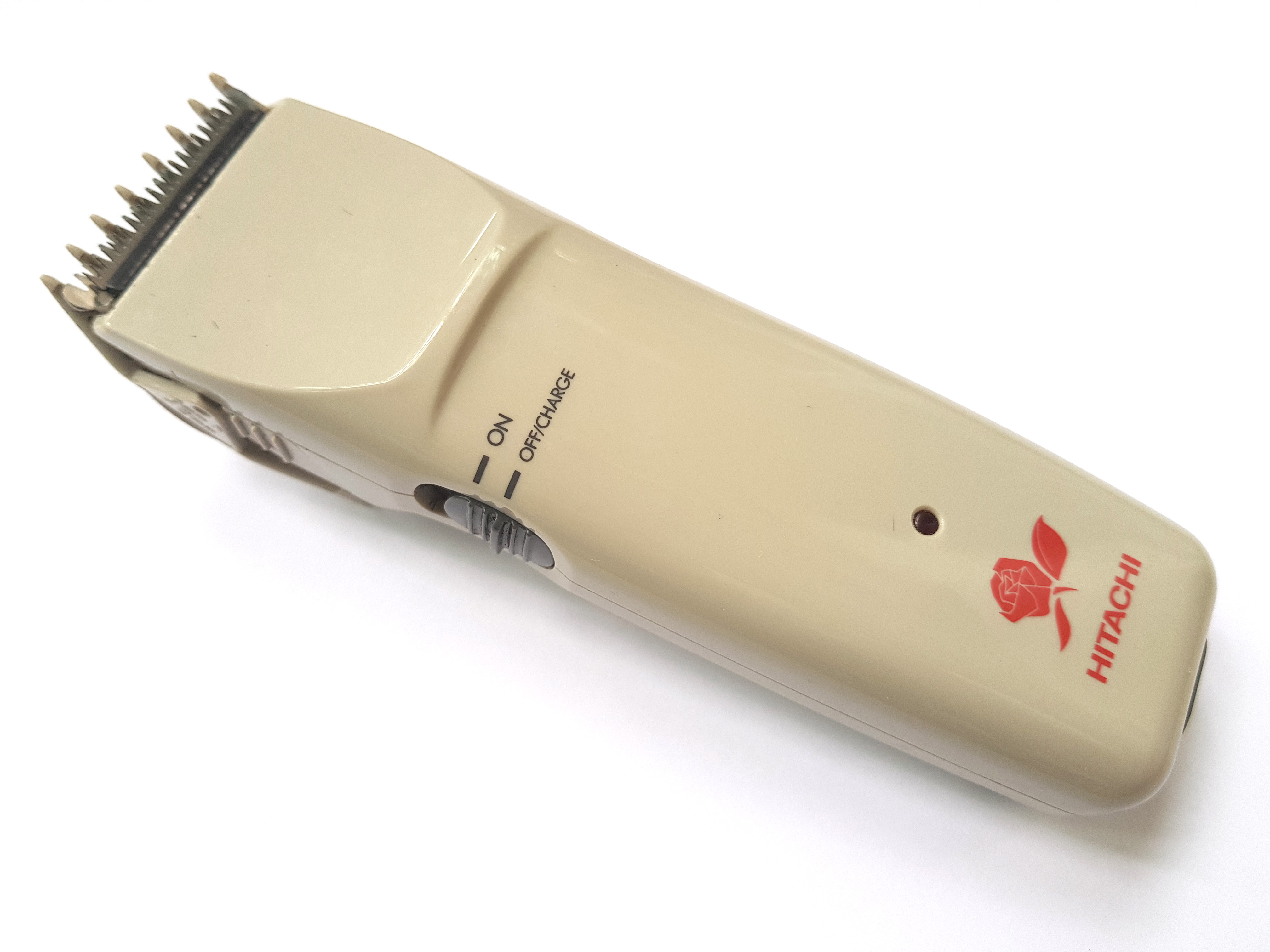
전동이발기

이발소(理髮所, 문화어: 리발소)는 머리카락을 깎거나 다듬거나, 염색을 하는 장소이다. 흔히 이용원(理容院), 이발관(理髮館), 이용소(理容所)라고 부르기도 한다. 대한민국의 경우, 1960년대까지는 모두 남자들만 이용했지만 1960년대 중반 이후부터는 여자들도 이용하기 시작하였다.

## 같이 보기
- 미용실
- 이발사
- (영어) Top 6 Best Andis Clippers Review with Ultimate Buying Guide